# Fanfulla della Domenica
„Fanfulla della Domenica” – włoski tygodnik o tematyce politycznej i kulturalnej wydawany w Rzymie, ukazujący się z krótkimi przerwami w latach 1879-1919.
„Fanfulla della Domenica” zaczęła się ukazywać 27 lipca 1879 roku jako niedzielny dodatek do dziennika „Il Fanfulla”. Pierwszym redaktorem naczelnym został Ferdinando Martini, który kierował pismem do roku 1881. Po nim pełnili tę funkcję między innymi Luigi Capuana i Enrico Nencioni. Tygodnik ten był pierwszym włoskim czasopismem o zasięgu ogólnokrajowym. Zgodnie z ówczesnym zwyczajem każdy numer wydawano na czterech stronach w formacie 34 x 47,5 cm. Już w ciągu pół roku pismo odniosło duży sukces, osiągając nakład 23 000 egzemplarzy, z czego 6000 w prenumeracie. 
Na łamach „Fanfulla della Domenica” publikowali między innymi: Ferdinando Petruccelli della Gattina, Giosuè Carducci (do roku 1881), Matilde Serao, Emma Perodi, Grazia Deledda, Ruggiero Bonghi, Giovanni Verga i Federico De Roberto (do roku 1890). Pismo cieszyło się opinią jednego z najważniejszych włoskich tygodników kulturalnych po okresie risorgimenta. Często ukazywały się w nim dzieła pisarzy zaliczanych do weryzmu. Literaturę dekadencką reprezentował w „Fanfulla della Domenica” przede wszystkim Gabriele D’Annunzio.
Ostatni numer pisma ukazał się 31 października 1919 roku.